# Full Range Leadership Model
Das Full Range of Leadership Model (FRLM, englisch für Modell des umfassenden Führungsverhaltens) ist ein Modell, das das Verhalten von Führungspersonen gegenüber den Mitarbeitern in Arbeitssituationen abbildet. Das FRLM stellt eine übergeordnete Führungstheorie dar, in welcher der transaktionale und der transformationale Führungsstil mit dem Laissez-Faire-Führungsstil in Bezug gesetzt werden.

## Entstehung des FRLM
Mit dem anfänglichen FRLM entwickelten Bruce Avolio und Bernard M. Bass 1991 ein Konzept, mit dem die Führungsstile nach transaktionaler und transformationaler Führung sowie dem Laissez-Faire-Führungsstil voneinander abgegrenzten.

### Transaktionale Führung
Die transaktionale Führung beschreibt einen eher sachlichen Werteaustausch (Transaktion) zwischen der Leistung eines Mitarbeiters und der Reaktion der Führungskraft darauf (z. B. Belohnung durch Gehalt oder Lob). Die Führungskraft macht die Anforderungen und Ziele an den Mitarbeiter auf der einen und die Belohnung für das Erreichen des Erwarteten auf der anderen Seite klar.
Philip M. Podsakoff und Kollegen definieren transaktionale Führung als bedingte Belohnung. Hierbei wird zunächst die Zieldefinition zwischen Führungskraft und Mitarbeiter ausgehandelt, und im erfolgreichen Falle der Leistungserbringung durch den Mitarbeiter die in Aussicht gestellte Belohnung durch die Führungskraft gewährt.

### Transformationale Führung
„Transformationale Führung verändert die Werte, Motive und Ziele der Geführten. An die Stelle kurzfristiger, egoistischer Ziele treten langfristige, übergeordnete Werte und Ideale. Hierdurch steigen Einsatzbereitschaft, Selbstvertrauen und Zufriedenheit der Mitarbeiter.“
Philip M. Podsakoff und Kollegen unterscheiden sechs Dimensionen transformationaler Führung:
1. Vorbildfunktion
2. Zukunftsvision
3. Individuelle Unterstützung
4. Förderung von Gruppenzielen
5. Intellektuelle Anregung
6. Hohe Leistungserwartung.

### Laissez-Faire-Führung
Die Laissez-Faire-Führung zeichnet sich durch ein Führungsverhalten aus, das jegliche Führungsverantwortung vermeidet. Entscheiden und Kontrollieren wird den Mitarbeitern selbst überlassen, da sie keiner festen Regelung unterworfen sind. Somit stellt die Laissez-Faire-Führung den wenig aktivsten Führungsstil dar und kann aus diesem Grund auch als die Abwesenheit von Führung verstanden werden. Probleme bei der Aufgabenausführung, fehlende Intervention bei Konflikten und ein Mangel an Entscheidungsfähigkeit sind die Folge.

## Messung

### Multifactor Leadership Questionnaire (MLQ)
Die drei Führungsstile der transaktionalen, transformationalen und der Laissez-Faire-Führung können mit dem Multifactor Leadership Questionnaire (MLQ; Ursprungsversion von Bass; deutsche Übersetzung und Validierung von Felfe) erhoben werden. Die aktuelle Revision des Fragebogens (MLQ5X) umfasst insgesamt neun Skalen.

### Transformational Leadership Inventory (TLI)
Podsakoff und Kollegen entwickelten ein weiteres Instrument zur Erfassung transformationaler und transaktionaler Führung. Das Transformational Leadership Inventory (TLI, deutsche Übersetzung Heinitz und Rowold) umfasst sieben Skalen, von denen sechs die Dimensionen transformationaler Führung und eine die transaktionale Führung auf einer fünfstufigen Likert-Skala messen.

## Empirische Ergebnisse
Besonders der Grad der Effektivität der verschiedenen Führungsverhaltensweisen spiegelt sich in den Ergebnissen verschiedener Studien wider.
Die Laissez-Faire-Führung wirkt sich negativ auf die Leistung und Effektivität der Führungskraft aus und Mitarbeiter sind weniger zufrieden mit ihrem Vorgesetzten, wenn dieser keine Führungsverantwortung übernimmt. Außerdem hängt die Laissez-Faire-Führung positiv mit negativen Aspekten wie Rollenkonflikten, Konflikten mit Mitarbeitern und Bullying sowie psychischer Belastung zusammen. Ebenso ist sie ein wenig konstruktiver Führungsstil.
Die transaktionale sowie transformationale Führung wirken sich positiv auf die Erfolgsfaktoren Arbeitszufriedenheit, Zufriedenheit mit der Führungskraft, Motivation, Arbeitsleistung und Effektivität der Führungskraft sowie Arbeitsleistung der Mitarbeiter, der Gruppe oder der Organisation aus. So konnten in einer Metaanalyse positive Effekte von transformationaler und transaktionaler Führung auf Aufgaben- und Kontextleistung sowie die kreative Leistung von Mitarbeitern nachgewiesen werden. Des Weiteren hatten beide Führungsstile positive Effekte auf die Leistung auf Team- bzw. Organisationsebene. Ebenso erhöhen beide Führungsstile arbeitssicherheitsrelevante Einstellungen und Verhaltensweisen der Mitarbeiter. Transformationale Führungsverhaltensweisen wirken sich vor allem sehr stark positiv auf die Zufriedenheit der Mitarbeiter mit ihrer Führungskraft aus, ebenso auf die Effektivität der Führungskraft. Des Weiteren finden sich positive Effekte auf das Commitment, Organizational Citizenship Behaviour (OCB), Führungserfolg sowie individuelle und kreative Leistung der Mitarbeiter. Auch auf objektive Faktoren wie Verkaufszahlen von Mitarbeitern, wirkt sich transformationale Führung positiv aus.

## Training und Entwicklung
Das Führungsverhalten, welches durch die unterschiedlichen Führungsstile beschrieben wird, lässt sich bei Führungskräften durch gezielte Maßnahmen entwickeln. Ziel bei diesen Entwicklungsmaßnahmen ist es, vor allem die transformationale Führung zu fördern und den Laissez-Faire-Stil zu vermeiden. Hierzu hat sich insbesondere die Kombination aus Wissensvermittlung, verhaltensbasiertem Training und Feedback zum eigenen Führungsverhalten als effektiv erwiesen. So konnte in Evaluationsstudien die Wirksamkeit solcher Entwicklungsmaßnahmen bestätigt werden, da sich das Führungsverhalten der trainierten Führungskräfte in die gewünschte Richtung entwickelte und sich auch positive Effekte auf z. B. Commitment und Organizational Citizenship Behaviour der Mitarbeiter zeigten.

## Kritik am FRLM
John Antonakis und Robert J. House zeigten Lücken im bestehenden FRLM auf. Neben der Abwesenheit von Führung (laissez faire), einer geregelten Austauschbeziehung (transaktional) und einer auf Idealen basierten Motivation der Mitarbeiter (transformational), fehle ein Konzept, welches strategische Komponenten mit einbezieht (für eine Erweiterung des FRLM wird von Antonakis und House die Instrumentelle Führung vorgeschlagen). Zwar ist es notwendig und wichtig, dass Mitarbeiter motiviert werden und z. B. kreativ und kooperativ sind, allerdings ist es ebenso essentiell, dass die Führungskraft realistische Ziele anstrebt und eine sinnvolle Strategie verfolgt. Beispielsweise werden finanzielle Leistungen des Unternehmens in den bisherigen drei Führungsverhaltensweisen nicht berücksichtigt, obwohl diese eine wichtige Rolle im Unternehmen spielen. Zusammenfassend kann der Anspruch das volle Spektrum an Führungsverhalten abzubilden ohne eine Erweiterung des Modells nicht bestätigt werden.